# Allapoderus
Allapoderus es un género de escarabajos de la familia Attelabidae. El género fue descrito científicamente primero por Voss en 1927. Esta es una lista de especies perteneciente a este género:
- A. adonis
- A. alenensis
- A. armatus
- A. aterrimus
- A. celebicus
- A. collarti
- A. corporali
- A. cyaneovirens
- A. dentipes
- A. dentipesk
- A. discostictus
- A. discrepans
- A. ducorpsi
- A. erythrurus
- A. gentilis
- A. giganteus
- A. manaliensis
- A. multicolor
- A. niger
- A. nyangaensis
- A. opacus
- A. pedestris
- A. propygidialis
- A. pungwensis
- A. rubriventris
- A. rubroterminatus
- A. symaoensis
- A. viridipes
- A. zherichini